# Атлетіко Сан-Луїс
Атлетіко Сан-Луїс (ісп. Atlético de San Luis) — мексиканський футбольний клуб з міста Сан-Луїс-Потосі, який замінив команду мексиканської Прімери «Сан-Луїс» з цього ж міста після її переїзду. З 2019 року «Атлетіко Сан-Луїс» грає в мексиканській Прімері.

## Історія
Після сезону Клаусури 2013 року клуб «Сан-Луїс», франшиза найвищого дивізіону міста Сан-Луїс-Потосі, переїхала до Тустла-Гутьєррес, та перейменувалась на «Чьяпас», залишивши місто без команди першого дивізіону. Хакобо Паян Еспіноса, власник стадіону «Естадіо Альфонсо Ластрас» і один з найбільших роботодавців цього штату, придбав клуб «Тібуронес Рохос де Веракрус» з другого мексиканського дивізіону, і перевів її до Сан-Луїс-Потосі. Цей продаж відбувся після того, як клуб «Ла-П'єдад», який нещодавно підвищився у класі, переїхав до Веракруса.
Незважаючи на плутанину ідентичності, «Атлетіко Сан-Луїс» є по суті відродженням клубу «Сан-Луїс» з географічної та естетичної точки зору. Це чітко відображено в новій емблемі, яка зберігає традиційні сині та золоті кольори штату Сан-Луїс-Потосі, хоча й у більш темних тонах.
Апертура 2013 року стала першим турніром команди в другому мексиканському дивізіоні, в якому команда зіграла свою першу гру в лізі, посівши сьоме місце в загальному заліку, а в чвертьфіналі вибули після поразки від клубу «Некакса». Перший матч відбувся на стадіоні «Естадіо Альфонсо Ластрас», і закінчився з рахунком 2–0 на користь «Некакси», а другий матч відбувся на стадіоні «Вікторія» в Агуаскальєнтес, і закінчився з рахунком 2–0 на користь «Некакси», тобто «Атлетіко Сан-Луїс» програло із загальним рахунком 0–4.

### Тимчасове розформування
Франшиза «Хагуарес Чьяпас» мало не повернулася до Сан-Луїс-Потосі вчасно перед початком сезону мексиканської Прімери 2016—2017 років, однак угода зірвалася, через що «Атлетіко Сан-Луїс» не зумів зареєструватися на сезон ні у вищому, ні в першому мексиканському дивізіоні. Сезон 2016—2017 закінчився без футболу для міста Сан-Луїс-Потосі.

### Альянс з «Атлетіко Мадрид»
16 березня 2017 року клуб «Атлетіко Мадрид» оголосив про володіння 50 % клубу «Атлетіко Сан-Луїс» разом з урядом штату Сан-Луїс-Потосі та іншими міноритарними власниками. Мета цього придбання полягала в тому, щоб «Атлетіко Мадрид» перевів свої клубні таланти до «Атлетіко Сан-Луїс». Очікувалося, що клуб буде грати в другому мексиканському дивізіоні у сезоні 2017—2018 років. Тренер Сальвадор Луїс Реєс мав намір покластися на перспективних випускників академії мадридського «Атлетіко», щоб доповнити склад команди на сезон 2017—2018 років.
24 квітня 2017 року клуб офіційно поновив роботу, ця дата вважається ювілеєм в історії «Атлетіко Сан-Луїс».

### Вихід до найвищого дивізіону
5 травня 2019 року «Атлетіко Сан-Луїс» вдруге поспіль переміг клуб «Дорадос де Сіналоа» у фіналі другого дивізіону, після чого вийшли до найвищого мексиканського дивізіону.

## Стадіон
Клуб «Атлетіко Сан-Луїс» проводить свої домашні матчі на стадіоні «Естадіо Альфонсо Ластрас» у місті Сан-Луїс-Потосі, який вміщує 25 709 глядачів. Він належить Хакобо Паяну Латуффу, а його поверхня вкрита натуральною травою. Стадіон було відкрито у травні 1999 року.